# Краматоровка (Кривой Рог)
Краматоровка — исторический район, жилой массив в Терновском районе города Кривой Рог Днепропетровской области.

## История
Возник в конце 1880-х годов на землях помещика Краматорского. Был горняцким посёлком из землянок и бараков.
В 1909 году возле поселка построена Церковь Александра Невского.
Развитие получил в 1930-х годах. 
В 1970-х годах начался упадок из-за попадания в промзону горных выработок. Осталось несколько домов.

## Характеристика
Жилой массив из частного сектора на правом берегу реки Саксагань в Терновском районе.